# Гарпеджі
Гарпеджі, або гарпеджи (англ. harpejji) — електронний струнний музичний інструмент, який розробив 2007 року Тім Мікс (англ. Tim Meeks), засновник компанії Marcodi Musical Products, та який є нащадком розробленого у 1980-х інструмента StarrBoard. Інструмент спрямований на подолання розриву у звучанні й техніці гри на фортепіано та гітарі. З іншої сторони, гарпеджі є гібридом двох інструментів: акордеона та педальної сталевої гітари. Зовнішньо інструмент нагадує цитру. 

## Різновиди
Загалом розрізняють два види гарпеджі: на чотири октави (16-струнний) та на п'ять октав (24-струнний). Першу модель гарпеджі, 24-струнну D1, випускали з січня 2008 року по травень 2010 року. Згодом вона була замінена вдосконаленою моделлю K24, яка також мала 24 струни. K24 отримала зрозуміліше маркування грифу, покращену внутрішню електроніку. Окрім цього, корпус інструмента був виготовлений з бамбука (а не клена). У січні 2011 року була представлена перша 16-струнна модель із 4-октавним діапазоном (від До великої октави до До 3-ї октави) – G16. Розробками останніх років компанії Marcodi Musical Products є 3-октавні моделі U12.

## Техніка гри та маркування грифу

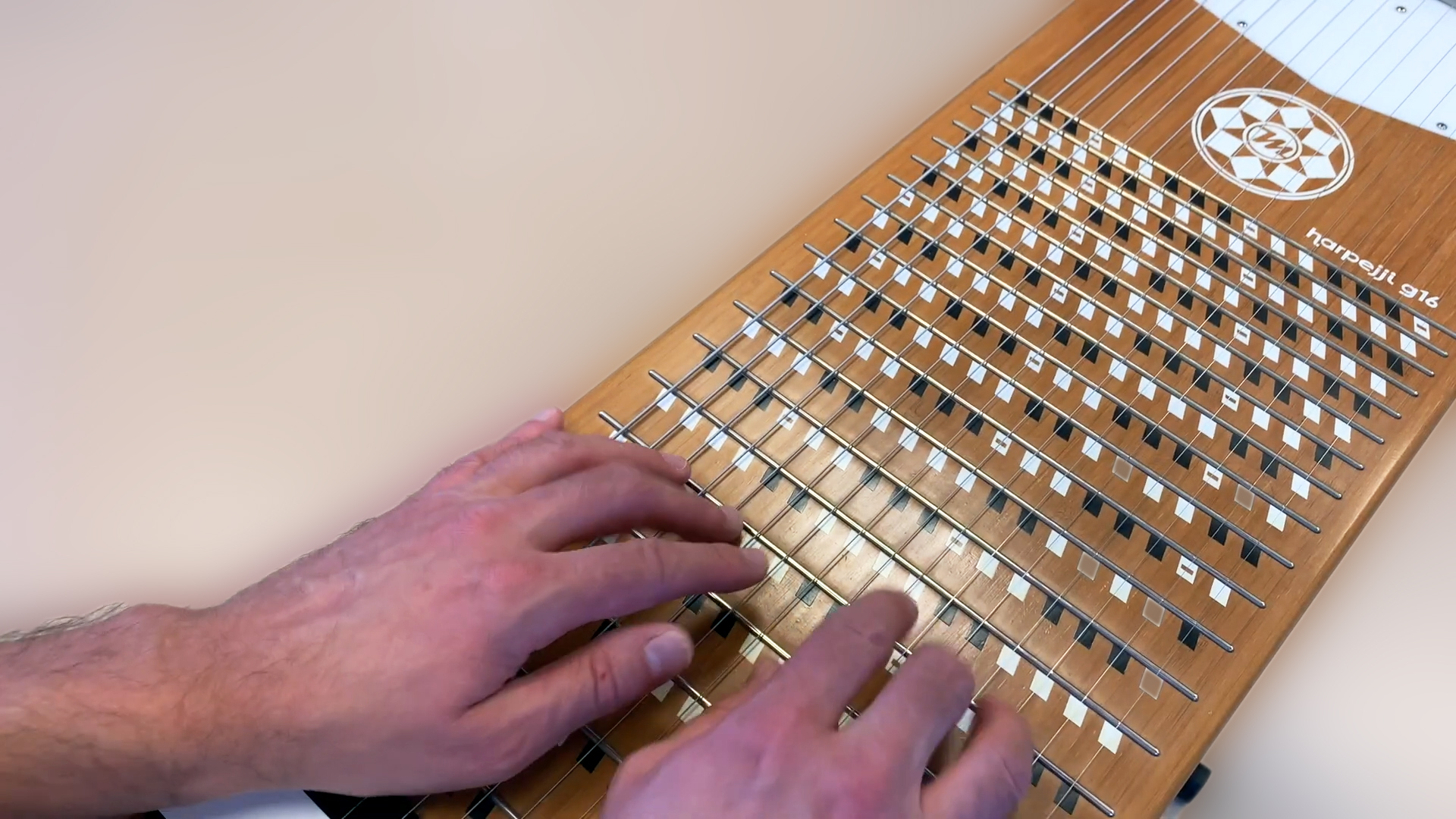
Постановка рук музиканта при грі на гарпеджі.

Для гри на інструменті переважно використовують техніку тепінґу — притискання струн до панелі. Гарпеджі відрізняється від інших тепінґових інструментів (приміром стік Чепмена Емметта), своїм розташуванням до виконавця. Інструмент розташовують на підставці подібно клавіатурі й перпендикулярно до виконавця. Гарпеджі дозволяє музикантові використовувати всі десять пальців, а одна рука здатна охоплювати відразу дві октави.
Як і будь-який струнний інструмент, гарпеджі має гарні виразні можливості: наприклад, на ньому можна виконувати трелі, вібрато, бенди тощо. Через невелику кількість інструментів і цінову політику виробника (вартість одного інструмента починається від 2500 $) гарпеджі поки що не має широкого поширення серед музикантів і, як наслідок, для цього інструмента на цей час єдина методика викладання не є розроблена.
Гриф інструмента має специфічне маркування, яке складається з чорних та білих ладків. Білі позначають неальтеровані ноти у строї До: наприклад, Фа, Соль, Ля. Чорні, навпаки, альтеровані: наприклад, Фа-дієз, Соль-дієз, Сі-бемоль. Інструмент побудований таким чином, що коли виконавець рухає палець у горизонтальному напрямку (перпендикулярно струнам), то отримає цілотоному ступеницю, тобто звукоряд C—D—E—Fis—Gis—Ais/B—C. При рухові вздовж струн (вертикально) гравець отримає хроматичну гаму C—Cis—D—Dis—...—B—H—C. Завдяки особливостям розташування нот на грифі будь-який тризвук чи септакорд може бути виконаний багатьма комбінаціями пальців навіть за умови використання музикантом лишень однієї руки.

## Виконавці та записи
Джим Данекер був одним із перших гравців на гарпеджі і тих, хто з'явився з інструментом на публіці. Перший комерційний запис на гарпеджі зробив був Джордан Рудес для саундтреку до відеоігри God of War III. Рудес також використовував гарпеджі, граючи в гурті Dream Theatre. Стіві Вандер зіграв свою хітову пісню «Superstition» на 16-струнному гарпеджі на премії Billboard Music Awards 2012 року і пізніше використовував інструмент на своїх останніх концертах, наприклад, на виступі A Charlottesville 24 вересня 2017 року. Разом із гуртом Dave Matthews Band Стіві Вандер виконав три пісні з інструментом.
Двічі володар премій «Ґреммі» та «Оскар» Алла Ракха Рахман використовував інструмент Continuum у кількох своїх записах і живих шоу. У його пісні «If I rise» із фільму «127 годин», яку було номіновано на «Оскар», прозвучав гарпеджі. У початковому епізоді 3-го сезону Coke Studio він зіграв на гарпеджі у двох піснях: «Ennile Maha Oliyo» та «Jagao Mere Des».
У спільному музичному проєкті гурту Walk Off The Earth та канадського співака Скотта Гельмана — у пісні «Can't Feel My Face» — можна бачити незвичне використання гарпеджі (на одному інструменті одночасно грали чотири людини). 